# Surab Noghaideli

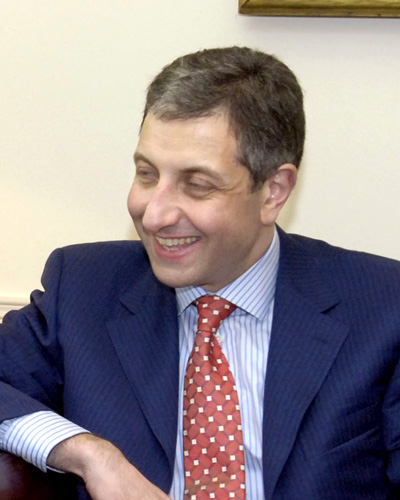
Surab Noghaideli

Surab Noghaideli (georgisch ზურაბ ნოღაიდელი; * 22. Oktober 1964 in Kobuleti, Adscharische ASSR, Sowjetunion) ist ein georgischer Politiker (parteilos) und Unternehmer. Der Physiker war vom 27. November 2003 bis zum 16. Februar 2005 Finanzminister Georgiens. Vom 17. Februar 2005 bis zum 16. November 2007 war er Premierminister Georgiens.

## Leben
Nach seinem Schulabschluss an der Nikolos Barataschwili Physik-und-Mathematikschule in Batumi 1982 studierte er an der Moskauer Lomonossow-Universität Physik. Von 1988 bis 1992 arbeitete er zunächst als Laborassistent, später als Forscher am Wissenschaftlichen Forschungsinstitut Niko Berdsenischwili der Georgischen Akademie der Wissenschaften in Batumi. 1989 bis 1990 war er zur Probe am Geologischen Institut der Estnische Akademie der Wissenschaften angestellt. 2002 und 2003 war er Aufsichtsratsmitglied der georgischen Volksbank. Von April bis November 2003 war er Partner in der Rechts- und Finanzberatungs-Sozietät Damenia, Warschalomidse, Noghaideli & Kawtaradse in Tiflis.
Noghaideli gehörte zunächst der Grünen Partei Georgiens an, wechselte 1995 zur Georgischen Bürgerunion, die Präsident Eduard Schewardnadse unterstützte. Seit 2001 ist er parteilos, galt aber als politischer Verbündeter Surab Schwanias.
Von 1992 bis 2000 gehörte er ununterbrochen dem georgischen Parlament an. Bis 1995 war er Vorsitzender des parlamentarischen Umweltschutzausschusses, 1996 und 1997 zugleich Mitglied des Obersten Rats von Adscharien. 2000 berief ihn Präsident Schewardnadse zum Finanzminister. 2002 trat er aus Protest gegen die Politik des Präsidenten von seinem Amt zurück. Im September 2003 gründete er gemeinsam mit dem späteren Premierminister von Adscharien, Lewan Warschalomidse, und dem späteren Justizminister, Gia Kawtaradse, die Rechts- und Finanzberatungsfirma Damenia, Warschalomidse, Noghaideli & Kawtaradse (DVNK) in Tiflis. Nach der Rosenrevolution berief Interimspräsidentin Nino Burdschanadse am 27. November 2003 erneut zum Finanzminister. Am 17. Februar 2004 bestätigte ihn das georgische Parlament in dem Amt.
Am 9. Februar 2005 benannte ihn Präsident Micheil Saakaschwili als Kandidat für die Nachfolge des verstorbenen Surab Schwania im Amt des georgischen Ministers. Am 17. Februar wurde er vom Parlament mit 174 gegen 24 Stimmen zum Minister gewählt. Er war zugleich Mitglied des Verwaltungsrats der Georgischen Gesellschaft für Öl und Gas (GOGC).
Internationale Anerkennung brachte Noghaideli die Wirtschaftspolitik seiner Regierung, die Georgien ein starkes Wachstum brachte. Die Administration des US-Präsidenten erklärte den Premier 2007 zum "besten Wirtschaftsreformer des Jahres". Wegen einer Herzerkrankung ließ sich Noghaideli im April 2007 im St. Lukes Episcopal Hospital in Houston, USA behandeln. Bei einer Operation wurde ihm hier eine neue Aortenklappe implantiert. Am 16. November desselben Jahres reichte er aus gesundheitlichen Gründen seinen Rücktritt als Premierminister ein. Beobachter sehen Noghaidelis Ablösung als Premier jedoch auch in Zusammenhang mit den Massenprotesten gegen die Regierung vom 2. bis 7. November 2007.
Vorübergehend betätigte sich Noghaideli als Vorsitzender der Unternehmensgruppe Kala Capital. Im Dezember 2008 gründete er die Oppositionspartei Bewegung für ein gerechtes Georgien. Gemeinsam mit der Konservativen Partei und der Volkspartei schloss er sich später zu einem Parteienbündnis zusammen, das bei Lokalwahlen antrat. 2010 zog sich Noghaideli aus der Politik zurück.
Noghaideli ist verheiratet und hat ein Kind. Er spricht neben Georgisch auch Englisch und Russisch.